# Fresh Pond Parkway
Der Fresh Pond Parkway ist ein historischer Park und zugleich Parkway im westlichen Teil der Stadt Cambridge im Bundesstaat Massachusetts der Vereinigten Staaten. Er wurde 1899 vom Landschaftsarchitekten Charles Eliot und den Olmsted Brothers errichtet und im Jahr 2005 in das National Register of Historic Places aufgenommen. Die Straße wird vom Massachusetts Department of Conservation and Recreation verwaltet und ist Teil des Metropolitan Park System of Greater Boston.
Der Fresh Pond Parkway ist in jeder Fahrtrichtung zweispurig und erstreckt sich von der Mount Auburn Street im Süden bis zu seinem nördlichen Ende am Kreisverkehr an der Concord Avenue und dem Alewife Brook Parkway. Der größte Teil der Strecke bildet dabei die östliche Grenze des als Fresh Pond bekannten Gebiets und dient darüber hinaus als Verbindungsstraße zum Schutzgebiet Charles River Reservation.
Über die volle Länge des Parkways verlaufen die Massachusetts Route 2 und der U.S. Highway 3. Der Teil nördlich der Huron Avenue ist zusätzlich als Massachusetts Route 16 ausgewiesen.